# 歧口村
歧口村为河北省黄骅市南排河镇下属的一个村，位于渤海湾沿岸，南排河镇镇政府北方18公里，靠近津冀边界。

## 交通
- 歧口村为 307国道的0公里起点，津歧公路的终点。